# Razzia (1947)
Razzia ist ein deutscher Kriminalfilm der DEFA von Werner Klingler aus dem Jahr 1947. Der fünfte Film der DEFA war zugleich ihr erster Kriminalfilm.

## Handlung
Berlin, kurz nach Kriegsende: In den Trümmern der Stadt blüht der Schwarzhandel. Kriminalkommissar Naumann und seine beiden Kollegen Heinz Becker und Karl Lorenz, Verlobter von Naumanns Tochter Anna, versuchen, einer Gruppe Alkoholschmuggler das Handwerk zu legen. Eine Razzia in der als Umschlagsplatz verdächtigten Großbar „Alibaba“ schlägt jedoch fehl, da in Naumanns Gruppe offenbar ein Maulwurf sitzt. Tatsächlich ist Heinz Becker der Sängerin Yvonne hörig, die im Alibaba auftritt. Er erzählte ihr von der geplanten Razzia und Yvonnes Chef Goll nutzt die Gelegenheit, um Heinz Becker zu erpressen. Becker wird so ungewollt zum Informanten für Goll.
Kommissar Naumann erlebt eine private Freude: Sein Sohn Paul kehrt aus der Kriegsgefangenschaft heim. Nur kurz währt die gemeinsame Zeit. Als Naumann bei einem Alleingang hinter die Kulissen des Alibaba schaut und dabei einen Geheimgang entdeckt, der zum Warenschmuggeln genutzt wird, wird er ermordet. Wenig später finden Kinder beim Spielen seine Leiche. Karl Lorenz will den Mörder finden.
Bald wird der arbeitslose Musiker Paul durch seinen früheren Kriegskameraden Willi als Schmuggler engagiert. In seiner finanziellen Not, und um seiner Mutter hin und wieder eine Freude machen zu können, betätigt er sich als Schieber. Für Goll arbeitet dabei neben Willi auch Spediteur Mierisch, in dessen Lager die Ware umgeschlagen wird. Mit den ersten so erworbenen Zigarettenstangen baut sich Paul eine kleine Existenz als Schwarzmarkthändler auf, bis Lorenz ihm bei einem familiären Besuch auf die Schliche kommt. Es kommt zum Streit und schließlich ist es Anna, die Paul seine Schmuggelware abnimmt und Lorenz übergibt. Der hat in der Zwischenzeit im Alibaba Nachforschungen angestellt und wird vom durch Goll dazu gezwungenen Heinz Becker bei seinem Vorgesetzten, Kriminalrat Hugo Lembke, als möglicher Maulwurf angezeigt. Lembke eröffnet Becker und Lorenz unabhängig voneinander, dass er eine Razzia im Alibaba durchführen will. Becker eilt zum Alibaba, um Yvonne zu warnen, und entlarvt sich so als Maulwurf. Paul ist unterdessen als Fahrer bei einem großen Medikamentenschmuggel tätig, der von Goll organisiert wird.
Im Alibaba kommt es zu einem Streit zwischen Goll und Becker, der nicht mehr als Informant tätig sein will. Becker hält Goll vor, alles über seine Machenschaften zu wissen. Mierisch habe Naumann damals in Golls Namen ermordet – Paul belauscht das Gespräch unerkannt und wird sich bewusst, dass er mit dem Mörder seines Vaters gemeinsame Sache macht. Er bewaffnet sich mit einem Revolver. Unterdessen wird Becker von Goll brutal zusammengeschlagen. Lembke und seine Männer führen im Alibaba die Razzia zeitiger als geplant durch. Als Goll durch die Hintertür zu fliehen versucht, wird er, wie auch Mierisch und Willi, von Paul aufgehalten, der sie mit der Pistole bedroht. Die nachfolgenden Polizisten erhalten wiederum Hilfe von Becker. Gemeinsam gelingt es, alle Täter dingfest zu machen.
Paul kommt mit einer Bewährungsstrafe davon. Er hat endlich Anstellung als Musiker gefunden. Anna und Karl Lorenz werden heiraten. Zur Feier erhalten sie von Lembke einen stattlichen Blumenstrauß – da es keine Blumen gibt, hat Lembke sie vom Schwarzmarkt besorgen müssen.

## Produktion
Razzia wurde im Atelier Berlin-Johannisthal sowie in Berlin und Umgebung gedreht. Zu sehen sind unter anderem der Reichstag, die Siegessäule und das Brandenburger Tor. Im Film werden in Szenen um die Bar Alibaba von Nina Konsta zwei Schlagertitel gesungen, für die Günther Schwenn die Texte schrieb. Bruno Monden und Otto Hunte schufen die Filmbauten, Willi Herrmann war Produktionsleiter.
Der Film erlebte am 2. Mai 1947 in der Deutschen Staatsoper Berlin seine Premiere. Der erste Kriminalfilm wurde vom Publikum überaus positiv aufgenommen und war neben Ehe im Schatten mit acht Millionen Zuschauern der meistbesuchte DEFA-Film jener Jahre und ist einer der erfolgreichsten DEFA-Filme überhaupt. Als Austauschfilm Mittel-Deutschland/West-Deutschland fand seine westdeutsche Premiere am 15. Oktober 1948 in Solingen statt.

## Kritik
Die zeitgenössische Kritik stellte fest, dass die DEFA mit ihren ersten Filmen hohe Maßstäbe gesetzt habe. „Nun kommt innerhalb dieser Grenzen die Gebrauchsware in die Fertigung – zeitgemäß und realistisch auch hierin, ist sie nicht ohne Fehler des Rohstoffs und der Herstellung.“ Die „kräftig akzentuierte Handlung“ umfasse typische Motive des herkömmlichen Krimis, doch gehen „moralische und realistische Absicht des Films […] dabei nicht immer eine restlos glückliche Ehe ein – der ohnehin reichlich papierne Dialog hat eine spürbare Neigung zum Pastoralen, die die Spannung ebenso wie die Darsteller des öfteren empfindlich lähmt.“ Dadurch, dass der Täter für den Zuschauer zeitig feststehe, „entbehrt [der Film] etwas der prickelnden Spannung, die den echten Kriminalfilm – der er auch nicht sein will – auszeichnet.“
Der film-dienst schrieb: „Aktuelle Zeitprobleme und Gesellschaftskritik nach dem Zweiten Weltkrieg im ersten Kriminalfilm der DEFA. Nicht durchweg glaubhaft, aber spannend und historisch aufschlußreich.“
Cinema nannte Razzia „ein respektables Krimidrama und Zeitdokument.“